# 翁格利島

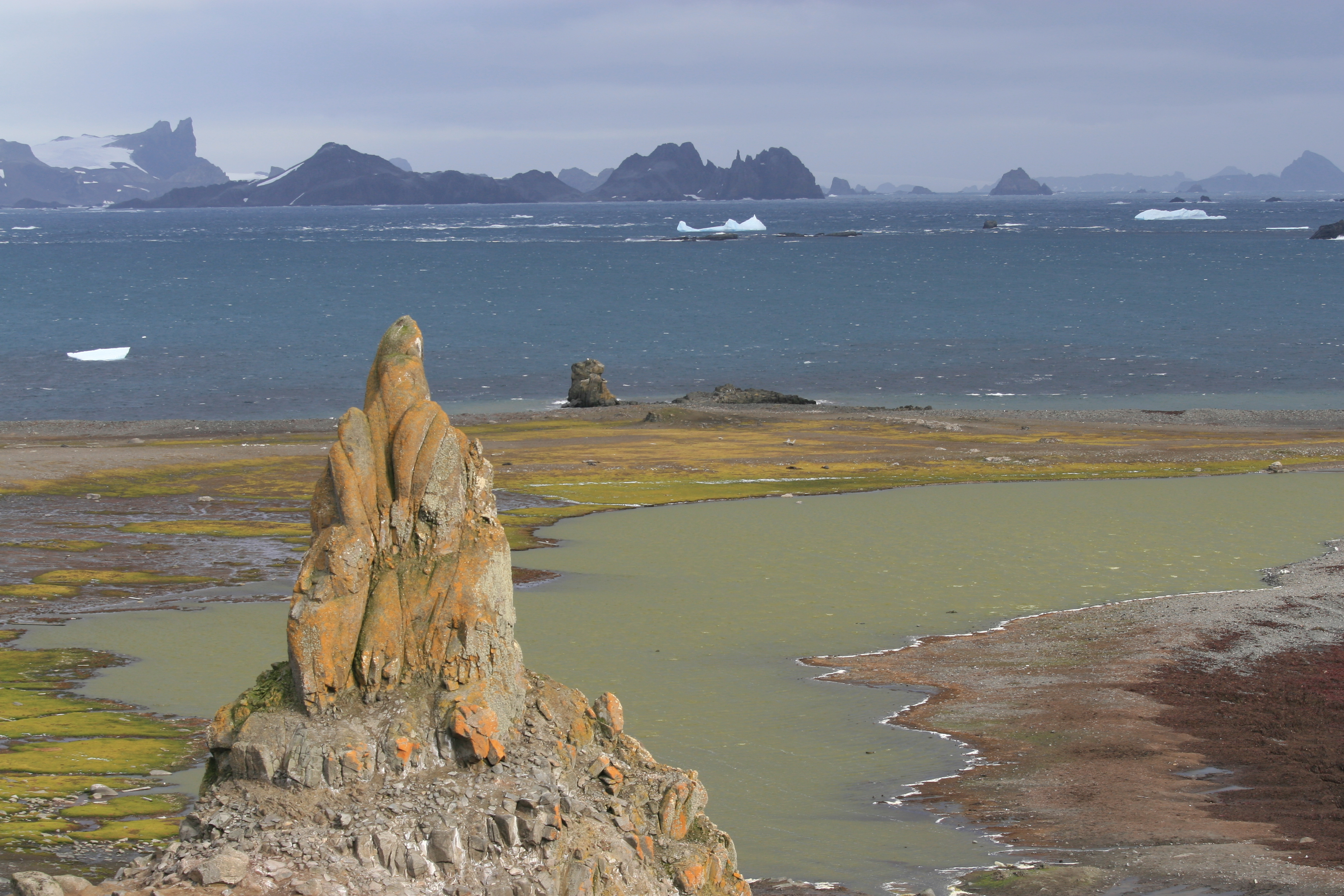

翁格利島（英語：Ongley Island）是南極洲的島嶼，屬於南設得蘭群島的一部分，長1.35公里、寬0.47公里，面積0.44平方公里，處於迪島以西3.7公里、阿普里洛夫角東北面1.73公里、米萊蒂奇角東北面2.74公里、卡比萊島東北面2.52公里、羅密歐島東南面5.3公里和斯托克島西南面3.7公里。

## 外部連結
- SCAR Composite Antarctic Gazetteer（页面存档备份，存于）.

62°25′48″S 59°53′14.6″W / 62.43000°S 59.887389°W